# Строгание
Строгание — разновидность обработки резанием металлов либо неметаллов: дерево, пластмасса, эбонит и пр.
Процесс строгания обычно осуществляется механическим или ручным способом. В обоих случаях может иметь место вертикальный или горизонтальный способы обработки.
Механический способ строгания на строгальном станке осуществляется путём возвратно-поступательных движений режущего инструмента,закреплённого в резцедержателе, либо самого изделия, закреплённого на рабочем столе строгального станка. В последнем случае резец неподвижен.

## Строгание в деревообработке
Для обработки дерева строганием используются ручные инструменты, например, шерхебели, рубанки, фуганки, стамески, а также деревообрабатывающее оборудование, например, рейсмусовый станок.

## Строгание в металлообработке
Строгание металла — процесс срезания слоя материала с заготовки резцом при поступательном главном движении. Станки для такой обработки называют строгальными.
Для обработки металлов строганием применяются различные станки: поперечно- и продольно-строгальные, кромко-строгальные, строгально-долбежные и другие. Важным параметром таких станков является скорость резания, равная скорости движения резца или изделия.